# Epidemie
Epidemie (resp. epidemický výskyt choroby; z řec. epi-, na, nad a démos, lid) znamená prudký růst výskytů nejčastěji téhož onemocnění za určitou dobu a v určité populaci. Kritéria pro vyhlašování epidemií mohou být v různých zemích a pro různé nemoci odlišná, nejčastěji je to nárůst nově onemocnělých za jistou dobu nebo počet současně nemocných na počet obyvatel. V ČR je to pro vyhlášení epidemie chřipky 1600 až 1800 nemocných na 100 000 obyvatel, významné jsou i další okolnosti, například trend, nakažlivost nebo úmrtnost. Studiem epidemií a obranou proti nim se zabývá lékařská věda epidemiologie.
Epidemie extrémně velkého rozsahu zahrnující většinu světa se nazývá pandemie. Metaforicky může znamenat i rychlé šíření jiných společenských jevů, jako jsou nehody, módní změny atd.

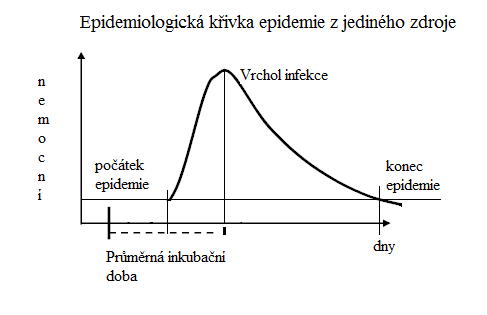
Průběh epidemie z jediného zdroje

## Charakteristika
Rozlišuje se epidemie explozívní s náhlým prudkým nárůstem případů, krátkým trváním a rychlým odezněním, které jsou typické pro nemoci s krátkou inkubační dobou (salmonelóza) a epidemie kontaktní s pomalým vzestupem případů, dlouhým průběhem nemoci a dlouhodobým přetrváváním epidemie, které jsou typické pro nemoci s dlouhou inkubační dobou (hepatitida, AIDS). Zmíněné typy jsou ovšem pouze teoretické ideální modely, existují i epidemie, které se nacházejí někde mezi a nedají se jednoznačně zařadit ani do jedné skupiny.
Aby výskyt nemocí bylo možné označit za epidemický, je nutné, aby počet případů začal prudce růst v porovnání se svým dosavadním výskytem v dané oblasti (růst incidence).
Jedno z kritérií, která vypovídají o počínající epidemii, je počet nemocných na 100 000 obyvatel. Například u chřipky jde v ČR o hranici 1 600–1 800 případů. Nemocnost je však nutno hodnotit v souvislostech, hodnotí se trend nemocnosti, a ne jednorázový nárůst. Při dosažení epidemického prahu 1 600–1 800 případů je vyhlašována chřipková epidemie.
U epidemie je důležitá inkubační doba, délka trvání nemoci a počty nakažených. Pokud dojde k infekci z jediného zdroje (jednorázová infekce bez reinfekcí), pak je graf ostrý, vrchol epidemie je dán průměrnou inkubační dobou, ústup epidemie je pozvolnější než nástup. Dynamika epidemie je pro jednotlivé nemoci typická. Pro epidemie infekčních onemocnění je typické, že se patogen v populaci trvale nevyskytuje, ale objeví se, způsobí onemocnění a zase zmizí.

## Příklady epidemií a pandemií

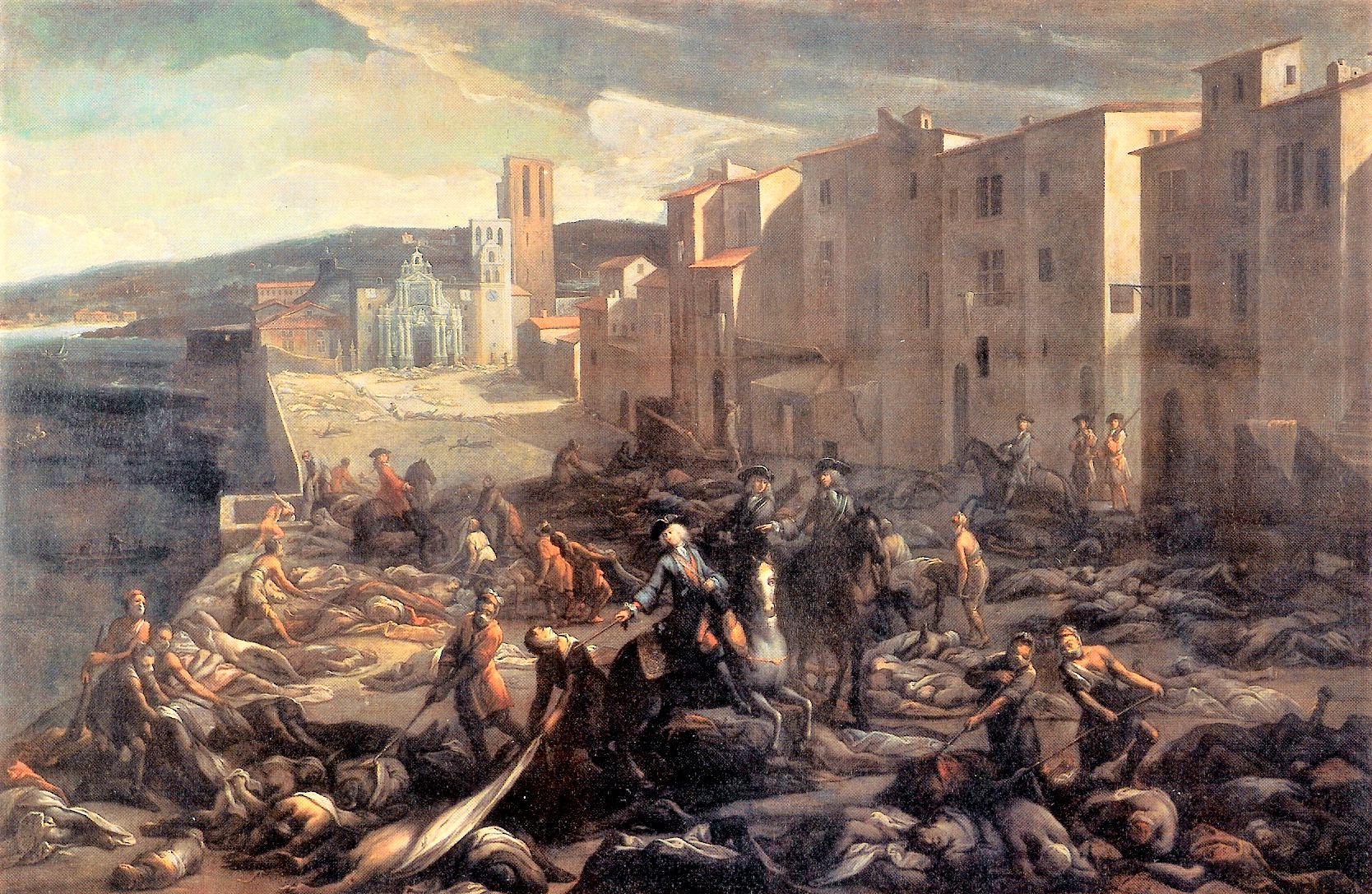
Morová epidemie v Marseille v letech 1720–1721

- mor – morové epidemie v českých zemích a pandemie Černé smrti[3]
- cholera – epidemie cholery v českých zemích v letech 1866–1867[4]
- SARS – hlavně Hongkong, Vietnam, Singapur, Kanada, 2003, 7327 případů, 7% mortalita[5]
- HIV/AIDS – epidemicky se šíří od 80. let[6]
- hepatitida A – Šanghaj v roce 1988 – 300 000 případů (konzumace ústřic z mořské vody kontaminované splašky)
- příušnice ve Velké Británii, 56 000 případů v letech 2004–2005, v USA cca 5 800 případů v roce 2006, Makedonie v roce 2009 16 350 případů,[7] New York – 3 500 případů v roce 2010[8]
- spalničky 2015[9] Berlín (468), USA a Kanada (přes 200 případů)
- černý kašel – lokální epidemie se hojně vyskytují v USA (2010, 2012), kde je endemický výskyt velmi nízký
- ebola – epidemie v západní Africe
- covid-19 – pandemie covidu-19 po celém světě, která vypukla v čínském Wu-chanu, WHO prohlásila nemoc za pandemii dne 11. března 2020 (2019–dosud)

## Epidemie v geologické minulosti
Někteří paleontologové[kdo?] se domnívají, že epidemie (nebo dokonce pandemie) nemocí mohly stát i za vyhynutím velkých skupin organismů, například druhohorních dinosaurů na konci období křídy před 66 miliony let (tato hypotéza však již byla vyvrácena).